# Villeneuve-lès-Charnod
Villeneuve-lès-Charnod era una comuna francesa situada en el departamento de Jura, de la región de Borgoña-Franco Condado, que el uno de enero de 2017 fue suprimida al fusionarse con la comuna de Aromas, y formar la comuna nueva de Aromas.

## Demografía
| Gráfica de evolución demográfica de Villeneuve-lès-Charnod entre 1800 y 2014 |
|                                                                              |

Los datos demográficos contemplados en este gráfico de la comuna de Villeneuve-lès-Charnod  se han cogido de 1800 a 1999 de la página francesa EHESS/Cassini, y los demás datos de la página del INSEE.